# Skjálfandafljót
Skjálfandafljót är en älv som ligger på norra Island. Älven har sin källa vid den nordvästra gränsen till Vatnajökull. Skjálfandafljót är 178 km lång, och den är den fjärde längsta floden på Island. Skjálfandafljót rinner igenom vattenfallen Aldeyjarfoss och Goðafoss.